# How to Change the World
How to Change the World è un film documentario del 2015, scritto e diretto da Jerry Rothwell sulla nascita del movimento ambientalista Greenpeace.

## Trama
Nel 1971 un piccolo gruppo di attivisti salpa con un vecchio peschereccio da Vancouver, Canada, per fermare un test atomico in Amchitka, Alaska. 
Seguendo il racconto dei protagonisti, si scopre come è nato uno dei primi gruppi ambientalisti. Dopo la prima spedizione in Alaska, il "Phyllis Cormack" salpano da San Francisco all'inseguimento di 9 baleniere russe nell'Oceano Pacifico. Partiti con l'intento di ostacolare la caccia alle balene, una volta raggiunte le baleniere, scoprono che durante la caccia vengono arpionati indistintamente maschi, femmine e cuccioli, ignorando quindi le restrizioni internazionali sulla caccia. Al rientro, gli ambientalisti scoprono il loro successo mediatico e successivamente fondano l'organizzazione Greenpeace.

## Distribuzione
Il documentario è stato presentato in prima mondiale al Sundance Film Festival, vincendo il World Cinema Documentary Special Jury Award per il montaggio.
Un primo trailer viene pubblicato il 30 luglio 2015. Il 9 settembre, il documentario viene proiettato in 150 sale nel Regno Unito e in 400 negli Stati Uniti. Insieme alla pellicola è stato mostrato un Q&A con il regista Rothwell, la fashion designer Westwood e altri ospiti.
In Italia il film è stato presentato in anteprima il 10 ottobre, nell'ambito della rassegna Cinemanbiente.

## Accoglienza
Il film ha ricevuto critiche positive. The Toronto Star scrive "Quasi un filmato ritrovato, fa un ottimo uso delle 1.500 pellicole in 16mm supportate con interviste innovative e qualche animazione".
Newsweek, parlando dei migliori documentari del 2015, dice: "La storia di Greenpeace non è un territorio inesplorato, ma il film di Rothwell ne parla in una maniera veramente emozionante, perché è andato negli archivi dell'organizzazione e ha scoperto un tesoro".

## Riconoscimenti
- 2015 - Sundance Film Festival
  - World Cinema Documentary Special Jury Award per il montaggio
- Sheffield Documentary Festival
  - Miglior documentario ambientale